# Ahmed Mohamed Hassan
Pour les articles homonymes, voir Ahmed Hassan et Hassan.
Ahmed Mohamed Hassan (né en 1945) est une personnalité politique djiboutienne. Il est membre du Rassemblement populaire pour le progrès et a siégé à l'Assemblée nationale  ainsi qu'au Parlement panafricain.